# Thirteen Reloaded
Albums de Havoc
13
(2013)
Thirteen Reloaded est le quatrième album studio d'Havoc, sorti le 18 novembre 2014. 

## Liste des titres
| No  | Titre                                    | Durée |
| --- | ---------------------------------------- | ----- |
| 1.  | Best of the Best                         | 3:00  |
| 2.  | Not Yours                                | 2:47  |
| 3.  | Uncut Raw (featuring Prodigy)            | 3:33  |
| 4.  | Don't Take It Personal                   | 3:04  |
| 5.  | What I Rep (featuring Sheek Louch)       | 2:32  |
| 6.  | Dirt Calls                               | 2:35  |
| 7.  | What's Your Problem                      | 2:23  |
| 8.  | Listen to the Man                        | 2:42  |
| 9.  | Fallen Soldiers (feat. Cormega) Havoc    | 3:30  |
| 10. | Get Your Shit                            | 3:07  |
| 11. | Outro (Top Seller) (featuring Ferg Brim) | 3:30  |

| 12. | Tear Shit Up (featuring Mysonne) | 3:59 |
| 13. | Champion Winner                  | 3:34 |
| 14. | All I Know                       | 3:03 |